# Raluca Turcan
Raluca Turcan (Botoșani, 2 aprile 1976) è una politica rumena, deputato di Sibiu dal gennaio 2004 al dicembre 2016. Dal 21 dicembre 2016, a seguito delle dimissioni di Alina Gorghiu, divenne presidente del Partito Nazionale Liberale.
È sposata con Valeriu Turcan, consigliere del Presidente Traian Băsescu, a partire dal 2004. La coppia ha un figlio, Erik, nato nel 2007

## Biografia
Si è laureata nel 1999 alla Facoltà di Relazioni Economiche Internazionali dell'Accademia degli studi economici di Bucarest. Dal 1996 al 1999 seguì i corsi in lingua russa della scuola di business dell'Istituto Pushkin di Mosca.

Fra il 1999 e il 2000, lavorò come consulente delle pubbliche relazioni del Tofan Grup, un fornitore di gomme d'auto.
Dal 2000 al 2004 fu consulente del Senato romeno, e fini al 2006 professore associato dell'Università della Transylvania e dell'Università romeno-tedesca di Sibiu.
Nel 2006 iniziò a collaborare ai corsi post-universitari di Political Marketing alla Scuola Nazionale di Amministrazione e di Scienze Politiche all'Università di Bucarest, conseguendo nello stesso anno un dottorato all'Università di Braşov, contestualmente a corsi di perfezionamento in Austria e negli Stati Uniti.

## Carriera politica
Raluca Turcan iniziò la sua carriera politica nel 2000 come presidente del comitato direttivo del Partito Nazionale Liberale. Due anni dopo, divenne consigliere del presidente Theodor Stolojan. Rimanendo nell'ambito del partito, non appena eletta nel 2004 al Parlamento, lasciò l'incarico di consigliere del presidente per rivestire altri ruoli dirigenziali, fino al 2006.
Espulsa dal PNL, insieme a Valeriu Stoica e Cristian Boureanu confluì nel Partito Liberale Democratico, fondato da Stolojan. A quel punto, il PNL si unì con il Partito Democratico nel PD-L, e Turcan divenne presidente della nuova formazione politica. Fu rieletta nel 2008. 

Nel corso del suo mandato parlamentare, Raluca Turcan fu membro di varie commissioni parlamentari, ed in particolare fu per due volte presidente della Commissione Cultura, Arte e Mass Media (nel biennio 2005-2006; e poi dal 2008 a fine legislatura). Nelle parlamentari del 2012, risultò seconda nel suo collegio, ma riuscì comunque ad essere rieletta in virtù di un meccanismo di redistribuzione dei voti stabilito dalla legge elettorale.
A seguito della sconfitta del PNL nelle parlamentari del 2016, e alle dimissioni di Alina Gorghiu, Turcan divenne presidente provvisorio del partito,, fino alla vittoria elettorale di Ludovic Orban.
Turcan ha collaborò con organizzazioni della società civile attive nella difesa dei diritti umani e della libertà di espressione, o focalizzati sulle questioni della salute pubblica e dei mass media. È coautrice di un dizionario inglese-russo-romeno dei termini economici, e di un libro  Integrare şi politică fiscală europeană ("Integrazione e Policy Fiscale Europea"). Ha pubblicato alcuni studi in tema di pubbliche relazioni e di integrazione europea.
Nel corso della sua carriera politica, incontrò varie forme di opposizione nel suo partito. Dopoché Călin Popescu Tăriceanu divenne Primo Ministro nel 2004, internamente al partito si rafforzò la corrente critica nei suoi confronti, e nel 2006 adottò un provvedimento formale, al quale lei rispose che avrebbe continuato con la medesima linea di condotta. Tenne fede alle proprie promesse, e nel Settembre dello stesso anno fu nuovamente espulsa dal partito.
Proseguendo nell'opposizione a Tăriceanu, fu in prima linea con un gruppo di deputati del PD-L che nel Marzo 2008 denunciò alla magistratura il Primo Ministro per abuso d'ufficio e per corruzione, per il suo tentativo di imporre una tassa automobilistica (avendo questi alcuni potenziali conflitti di interessi con le industrie del settore),e, quando Tăriceanu lasciò la presidenza del PNL nell'anno successivo, dichiarò che se un ristretto numero di persone avesse lasciato il partito, avrebbe potuto formarsi un unico partito conservatore dall'unione di PD-L e PNL. Poco tempo dopo la sua espulsione, dichiarò che una sorta di triumvirato (Tăriceanu, Olteanu e Orban) monopolizzava la gestione del partito, del quale fecero praticamente una compagine personale, allontanando chiunque osasse esprimere un parere difforme dal gruppo dirigente.
All'opposto, Raluca Turcan fu una sostenitrice pubblica di Băsescu, che, secondo la sua opinione politica, condivideva pienamente gli obbiettivi del PD-L, e definì un " serio caso di abuso di potere" la celebrazione del referendum del 2007 volto alla rimozione di Băsescu dal suo incarico.

Fu confermata la sua previsione secondo la quale il leader del partito Crin Antonescu sarebbe stato sconfitto da Băsescu alle presidenziali del 2009 e che il partito avrebbe rischiato di finire marginalizzato se non avesse abbandonato la sua strategia avversa al neoeletto Presidente. Raluca Turcan ha sostenuto un progetto di riforma costituzionale nella direzione di una forma dello Stato repubblicana semi-presidenziale.